# Beaudignies
Beaudignies ist eine französische Gemeinde mit 572 Einwohnern (Stand 1. Januar 2022) im Département Nord in der Region Hauts-de-France. Sie gehört zum Kanton Avesnes-sur-Helpe im Arrondissement Avesnes-sur-Helpe.

## Geografie
Die Gemeinde Beaudignies liegt am oberen Écaillon, 13 Kilometer südlich von Valenciennes. Beaudignies grenzt im Norden an Ruesnes, im Nordosten an Le Quesnoy, im Osten an Ghissignies, im Süden an Salesches, im Südwesten an Neuville-en-Avesnois, Romeries und Escarmain und im Westen an Capelle. Die ehemalige Route nationale 342 führt durch Beaudignies.

## Bevölkerungsentwicklung
| Jahr                              | 1962 | 1968 | 1975 | 1982 | 1990 | 1999 | 2008 | 2013 | 2020 |
| Einwohner                         | 603  | 597  | 527  | 543  | 523  | 537  | 574  | 566  | 564  |
| Quellen: Cassini, EHESS und INSEE |      |      |      |      |      |      |      |      |      |

## Sehenswürdigkeiten

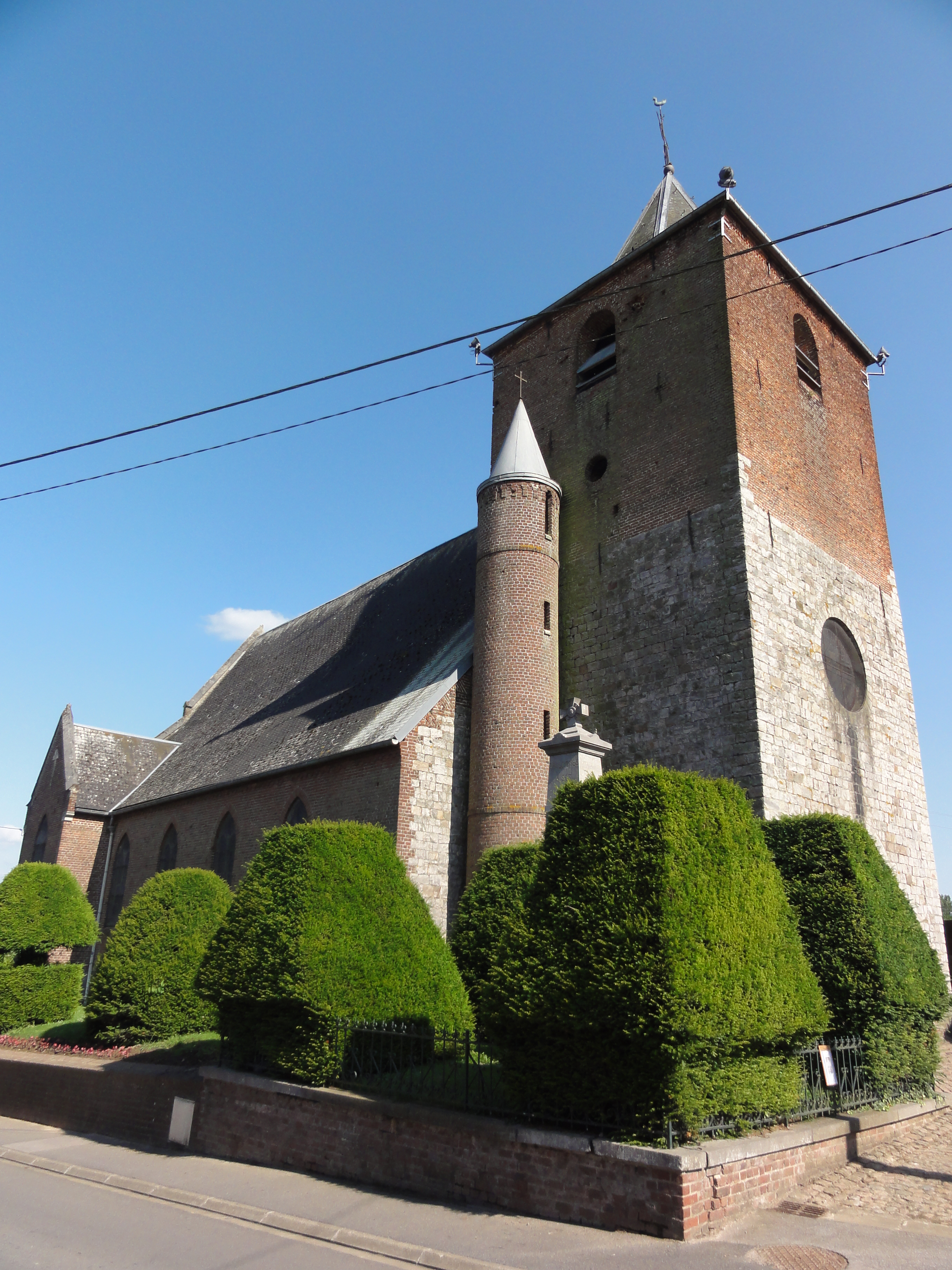
Wehrkirche Saint-Étienne
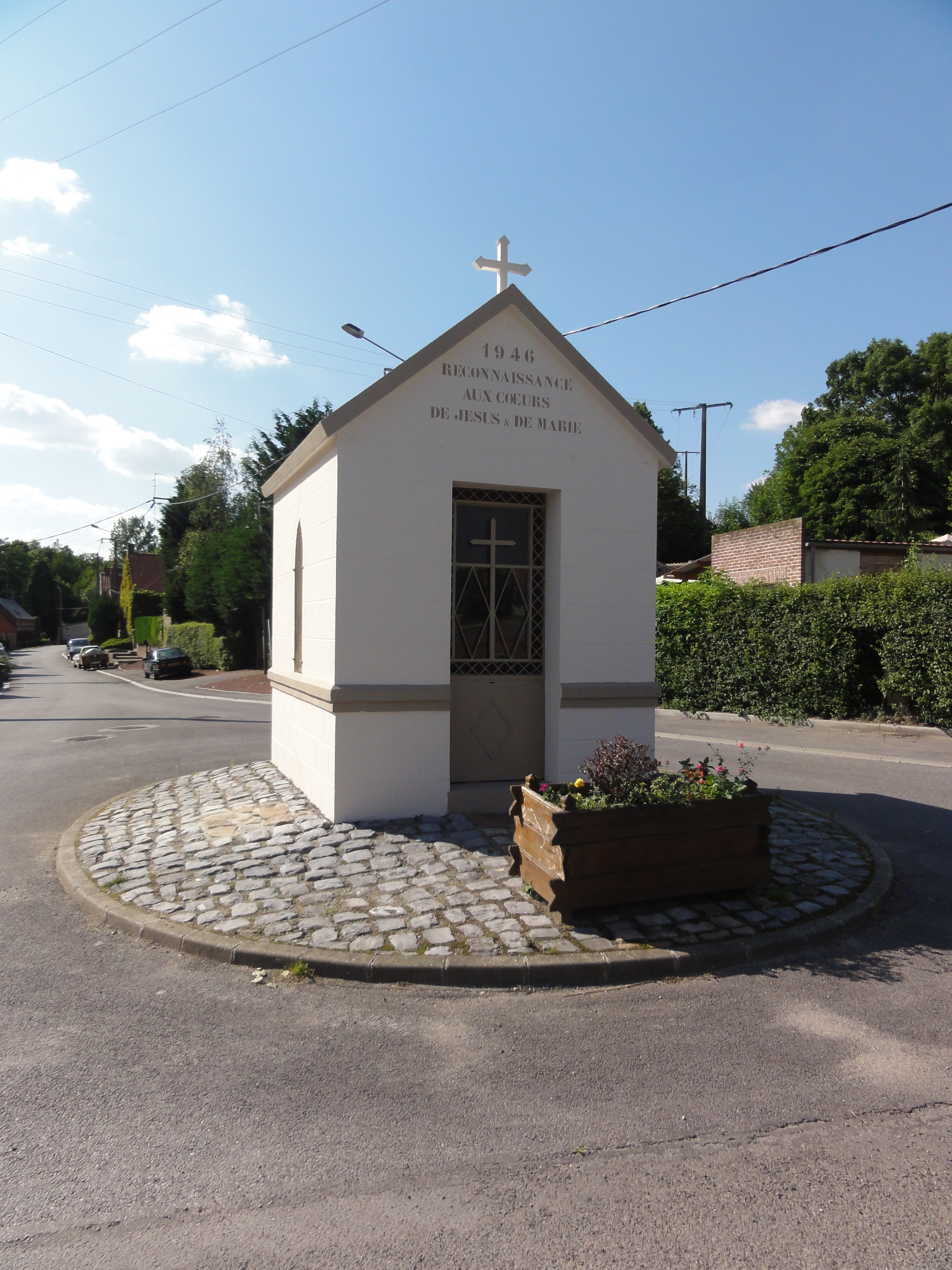
Kapelle Cœurs de Jesus de Marie
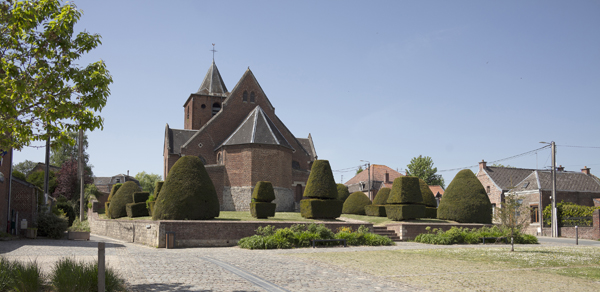
Kirche
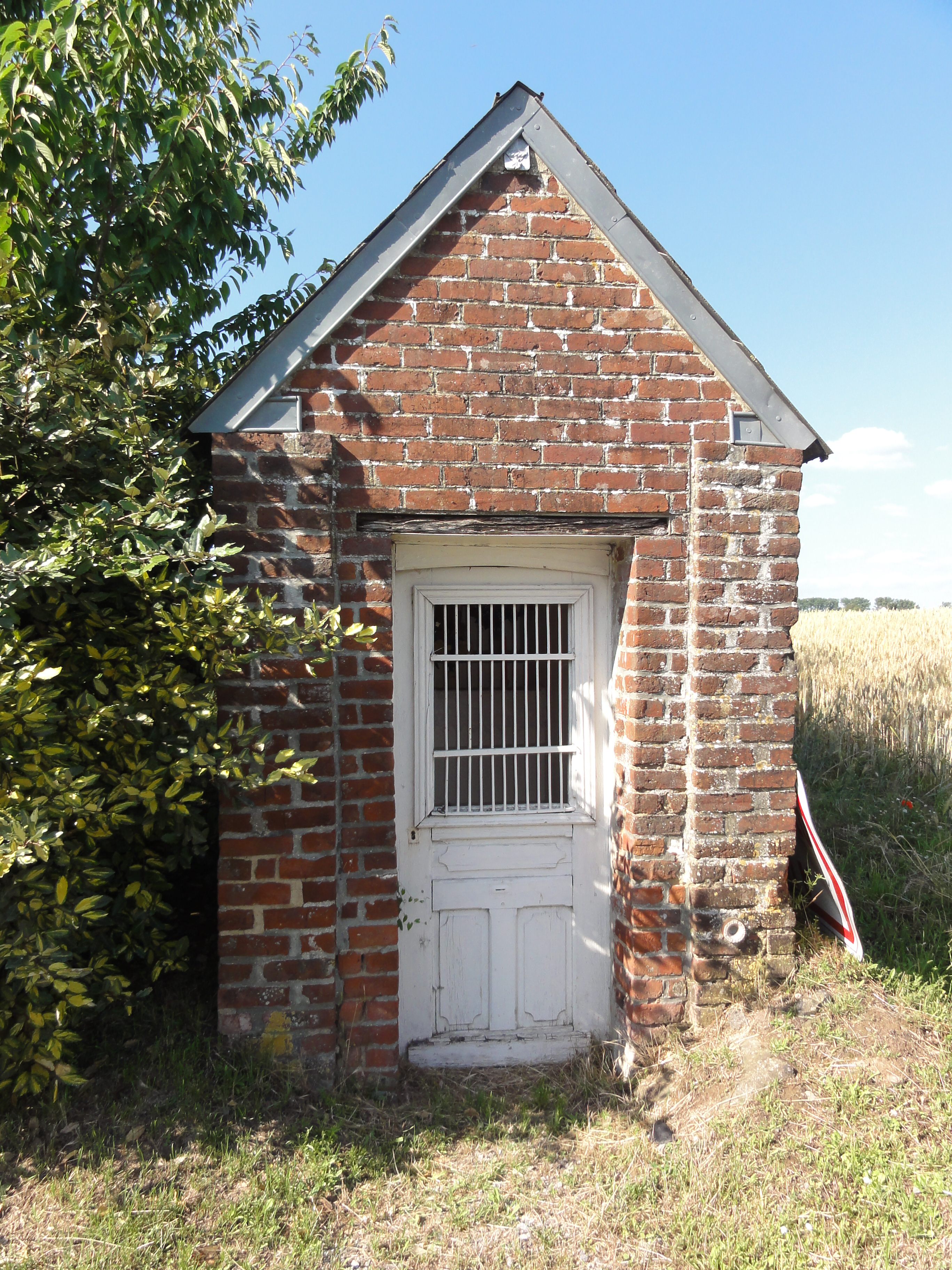
Oratorium

- Alte Mühle
- Kapelle
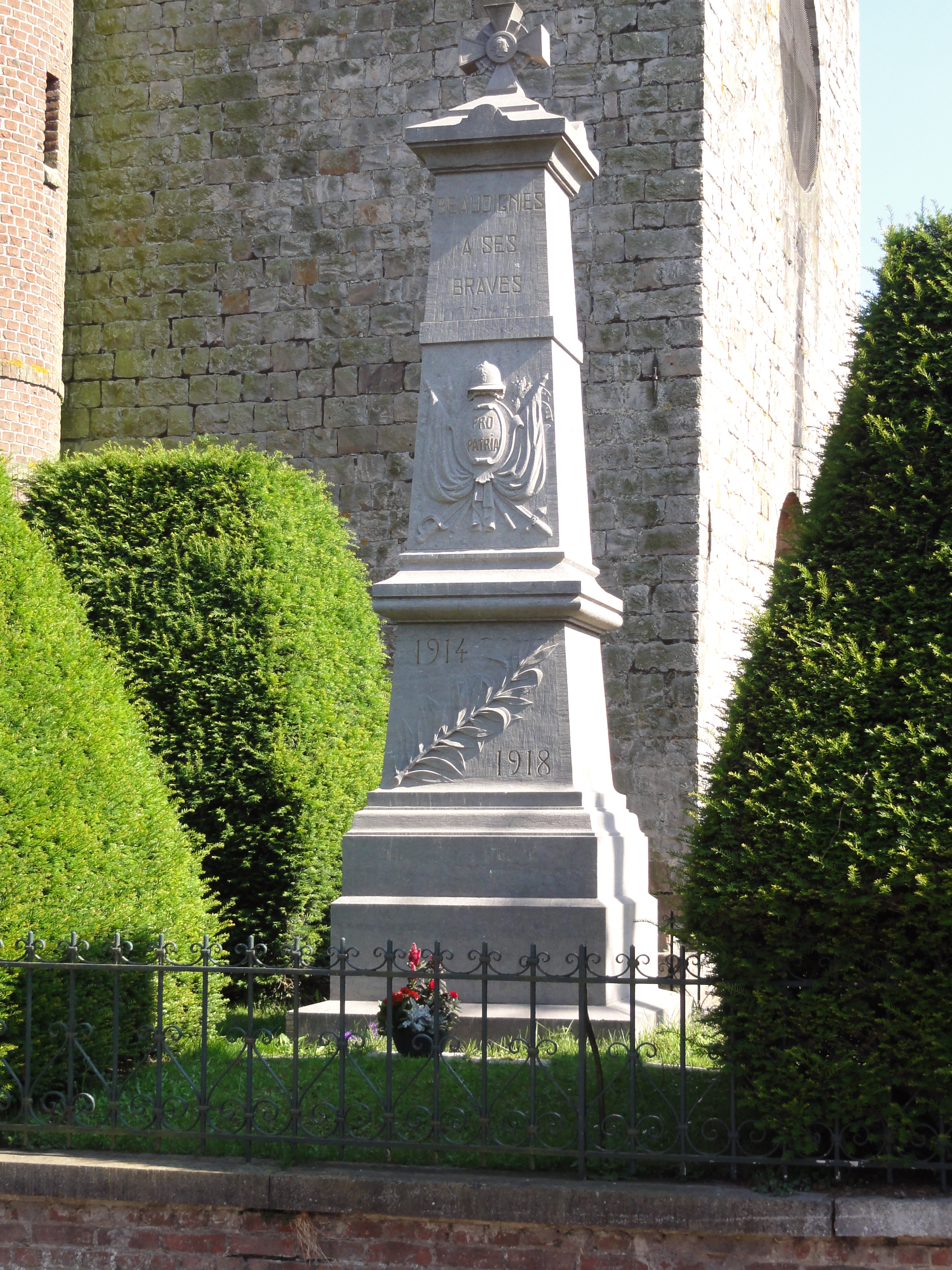
Gefallenendenkmal

- Wehrkirche Saint-Étienne
- Kapelle Cœurs de Jesus de Marie
- Kirche
- Oratorium
- Gefallenendenkmal